# Tipula haemorrhoa
Tipula haemorrhoa är en tvåvingeart som först beskrevs av Franz Paula von Schrank 1776.  Tipula haemorrhoa ingår i släktet Tipula och familjen gallmyggor.
Artens utbredningsområde är Österrike. Inga underarter finns listade i Catalogue of Life.